# Vivian Wilson Henderson

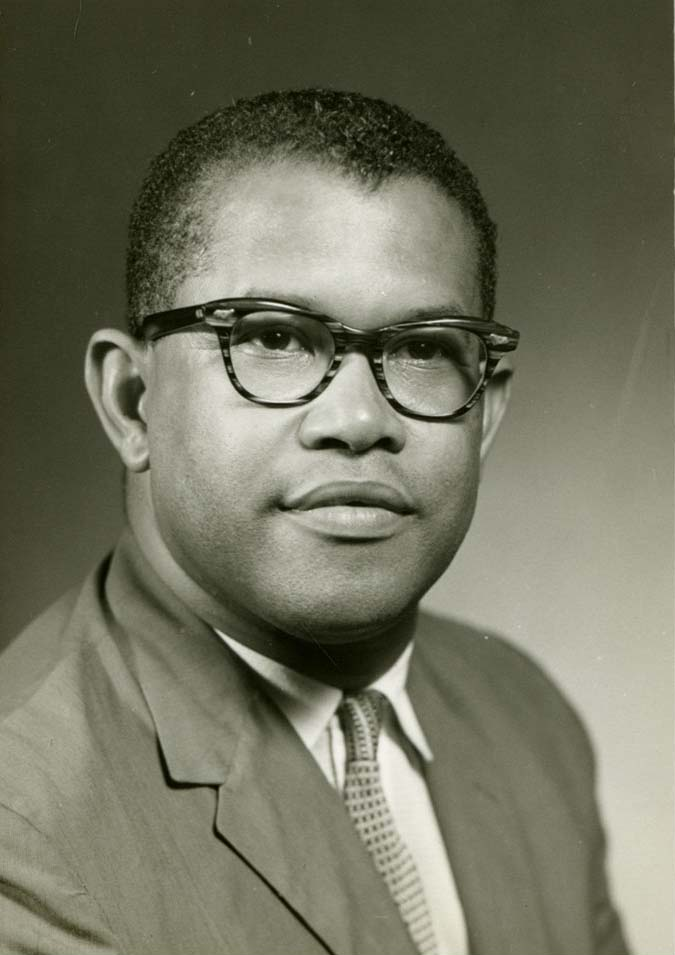
Vivian Wilson Henderson, 1948

Vivian Wilson Henderson (* 10. Februar 1923 in Bristol, Tennessee; † 28. Januar 1976 in Atlanta, Georgia) war ein US-amerikanischer Ökonom, Hochschulpräsident und Bürgerrechtler.

## Leben und Wirken
Henderson erwarb 1947 an der North Carolina Central University einen Bachelor und an der University of Iowa 1949 einen Master und 1952 einen Ph.D. in Wirtschaftswissenschaften. Er lehrte er einige Jahre an der Fisk University und war Gastprofessor an der North Carolina State University. Henderson war von 1965 bis 1976 Präsident des Clark College (heute Clark Atlanta University), einer traditionell schwarzen Universität in Atlanta, Georgia.
Henderson forschte und veröffentlichte vor allem zu Themen des Arbeitsmarktes für Schwarze, der Armut und der sozialen Gerechtigkeit, insbesondere in den Südstaaten. Er machte sich außerdem um die Rettung der angeschlagenen New Yorker Freedom National Bank verdient und gehörte zum Aufsichtsrat der Ford Foundation. Henderson engagierte sich in der Methodist Church von Atlanta, der National Association for the Advancement of Colored People und der National Urban League.
Vivian Wilson Henderson war seit 1971 Mitglied der American Academy of Arts and Sciences. Er war mit Anna Powell Henderson verheiratet; das Paar hatte vier Kinder.

## Schriften
- The Economic Imbalance
- Economic Dimensions in Race Relations
- Economic Opportunity and Negro Education
- The Economic Status of Negroes, 1963
- The Advancing South, 1967
- Employment, Race and Poverty
- Negro Colleges Face the Future